# Джанет Каган
Джанет Мегсон (англ. Janet Megson), відома більш як Джанет Каган (англ. Janet Kagan; 18 квітня 1946 — 29 лютого 2008) — американська письменниця, авторка двох науково-фантастичних романів та однієї збірки, кількох оповідань у жанрах наукової фантастики та фентезі. Лауреатка премії «Г'юго» у 1993 році (за найкращу коротку повість).

## Життєпис
Джанет Мегсон народилася 18 квітня 1946 року . Дебютним твором Каган став роман за мотивами кіносеріалу « Зоряний шлях» — «Пісня Ухури», який побачив світ у січні 1985 року. Він став популярним серед шанувальників серії . Потім вишов самостійний роман «Пекельний парк» (1988), після чого Джанет переключилася на оповідання й повісті, найкращі з яких склали видану в 1991 році авторську збірку «Мірабіль». До збірки були включені так звані історії матері Джейсона (англ. Mama Jason stories), дія яких відбувається на планеті Мірабіль (англ. Mirabile). У тому числі коротка повість «Повернення кенгуру Рекса», про колонію істот, питання знищення яких вирішується заради врятування екологічного балансу планети.
Повість «Революція лускунчиків», що стала лауреатом премії Г'юго в 1993 році, розповідає про планету, населену аборигенами (празами) та їхні стосунки з людьми, на тлі яких розгортається війна з тираном, що узурпував владу . Оповідання Джанет Каган неодноразово визнавалися найкращими творами року, на думку читачів часописів « Isaac Asimov's Science Fiction Magazine» та «Analog» . Каган також виступала в ролі літературного критика, рецензувала наукову фантастику в часописі The New York Review of Science Fiction.
З чоловіком Еріком (англ. Eric Kagan) вона проживала в Лінкольн-Парку, штат Нью-Джерсі . Джанет Каган після тривалої хвороби (у Джанет була хронічна обструктивна хвороба легень) померла 29 лютого 2008 року .

## Номінації та нагороди
- Номінантка премії «Локус» 1989 року за найкращий науково-фантастичний роман («Пекельний парк»)[15] .
- Номінантка премії «Локус» 1990 року за найкращу коротку повість (The Loch Moose Monster)[16] .
- Номінантка («Повернення кенгуру Рекса») і лауреатка («The Loch Moose Monster») читацької премії журналу " Isaac Asimov's Science Fiction Magazine " (Asimov's Readers' Awards) 1990 за найкращу коротку повість[17] .
- Номінантка (The Flowering Inferno) і лауреатка (Getting the Bugs Out) премії Asimov's Readers' Awards 1991 року за найкращу коротку повість[17] .
- Номінантка премії «Локус» 1992 року за найкращу авторську збірку («Мірабіль»)[15] .
- Номінантка премії «Asimov's Readers' Awards» 1992 року за найкращу повість («Frankenswine» та «Raising Cane»)[17] .
- Лауреат премії «Г'юго» 1993 року за найкращу коротку повість («Революція Лускунчиків»)[18] .
- Номінантка премії «Asimov's Readers' Awards» 1993 року за найкращу коротку повість («Революція Лускунчиків»)[17] .
- Номінантка премії «Неб'юла» 1994 року за найкращу коротку повість («Революція Лускунчиків»)[19] .
- Номінантка премії «Локус» 1999 року за найкраще оповідання («The Stubbornest Broad on Earth»)[20] .
- Номінантка премії «Asimov's Readers' Awards» 1999 року за найкраще оповідання («The Stubbornest Broad on Earth»)[17] .